# AdBusters
AdBusters – kanadyjski magazyn polityczny założony przez Kalle Lasn, wydawany w Vancouver (Kolumbia Brytyjska) przez AdBusters Media Foundation.
Jest to czasopismo o tematyce społeczno-politycznej adresowane do młodych aktywistów, alterglobalistów, promujące antykonsumeryzm i antykapitalizm. 
"AdBusters" słynie ze swoich kampanii, kwalifikowanych do "zagłuszania kultury", czy też "prowokacji kulturowych" (polskie odpowiedniki angielskiej nazwy culture jamming), umieszczając na swoich łamach zdjęcia nadesłane przez aktywistów, przedstawiające reklamy antypolityczne oraz "reklamowy wandalizm" własnego autorstwa. 
"AdBusters" dało początek Buy Nothing Day (Dniowi Bez Zakupów) - akcji odbywającej się dzień po Święcie Dziękczynienia (w powszechnej opinii jest to dzień największych zakupów), mającej na celu zachęceniu obywateli do powstrzymania się od kupowania czegokolwiek tego dnia.
"AdBusters" jest także jednym ze sponsorów akcji TV-Turnoff Week (Tygodnia Bez Telewizora).
W roku 2004 "AdBusters" (jako organizacja) rozpoczął sprzedaż butów z czarnym znaczkiem "anti-logo". Zdaniem pomysłodawców projektu jest to swoisty eksperyment w kampanii anty-kapitalizmu.